# Michael Keaton

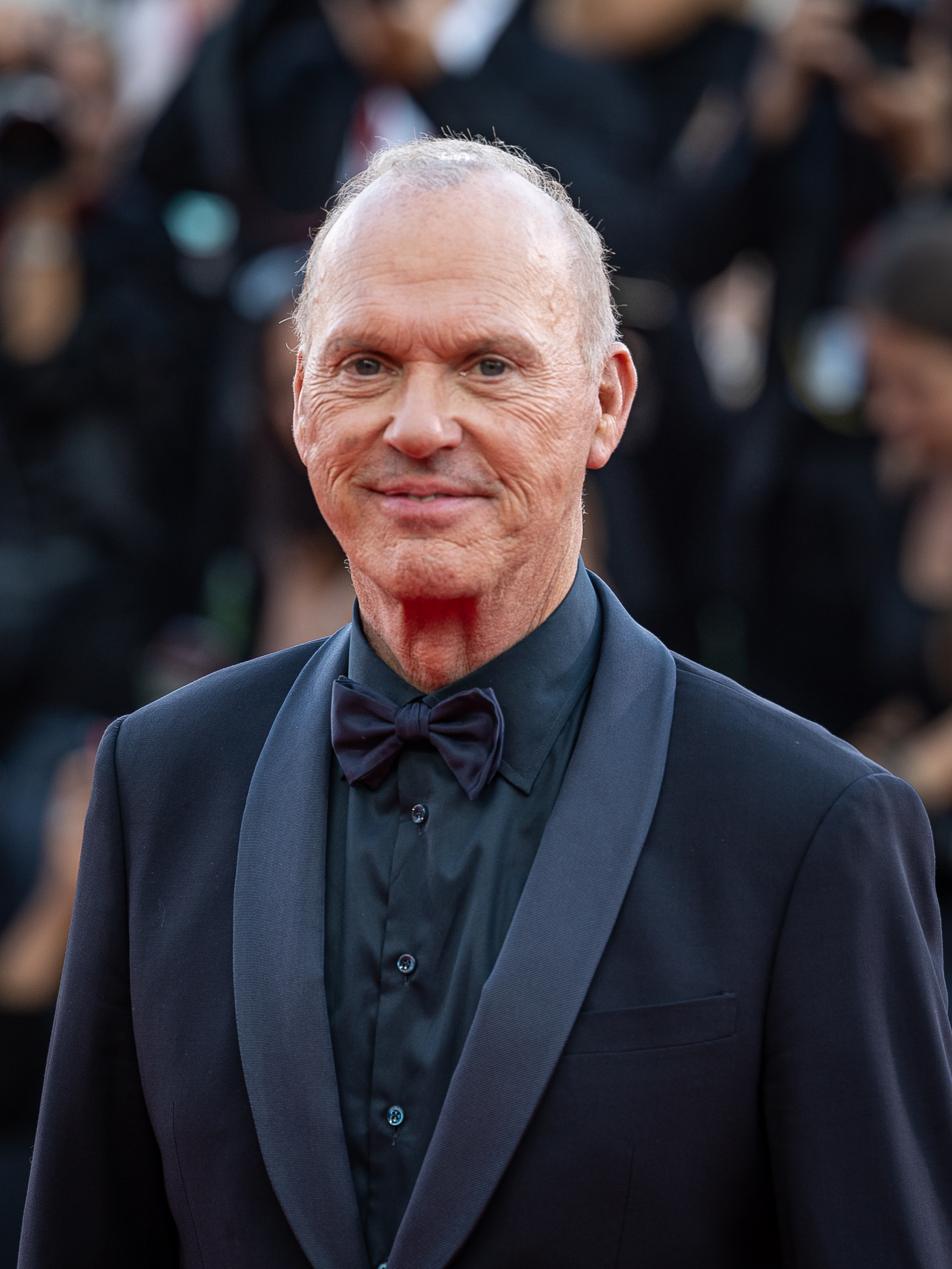
Michael Keaton (2024)

Michael Keaton (* 5. September 1951 als Michael John Douglas in Coraopolis, Pennsylvania) ist ein US-amerikanischer Schauspieler. Durch den Film Beetlejuice (1988) sowie seine Auftritte als Batman in den Filmen Batman (1989) und Batmans Rückkehr (1992) wurde er einem weltweiten Publikum bekannt. 2023 verkörperte er in The Flash erneut den Batman.
Mit seiner Hauptrolle in Birdman oder (Die unverhoffte Macht der Ahnungslosigkeit) (2014), für die er mit dem Golden Globe Award ausgezeichnet sowie für den Oscar nominiert wurde, konnte er sich auch als Charakterdarsteller profilieren.

## Leben
Keaton wurde 1951 in Pennsylvania als jüngstes von sieben Kindern geboren. Seine Mutter Leona Elizabeth, eine Hausfrau, war irisch-katholischer Herkunft, sein Vater, George A. Douglas, der englische, deutsche sowie ulster-schottische Vorfahren hatte, war als Vermessungsingenieur tätig. In seiner Kindheit besuchte Keaton zunächst eine katholische Schule, bevor er 1969 seinen Abschluss an einer High School im Allegheny County machte. Bevor er seine Filmkarriere begann, studierte er zwei Jahre lang Theater- und Sprachwissenschaften an der Kent State University in Ohio.
Zunächst versuchte er sich ohne großen Erfolg im Bereich der Stand-up-Comedy. Danach arbeitete er als Kameramann für einen Fernsehsender in Pittsburgh, bevor er erste Auftritte in einigen Fernsehprogrammen hatte. Bald darauf zog er nach Los Angeles, wo er sich als Schauspieler bessere Chancen erhoffte. Tatsächlich bekam er erste Rollen in Fernsehproduktionen, darunter auch in der Sitcom Maude.
Da es einen Schauspieler mit dem Namen Michael Douglas in der Screen Actors Guild schon gab, durfte er seinen Familiennamen als Schauspieler nicht führen; so wählte er den Namen Keaton.
1979 spielte er in der Comedyserie Working Stiffs neben James Belushi eine der Hauptrollen; 1982 folgte die Filmkomödie Nightshift – Das Leichenhaus flippt völlig aus. In den folgenden Jahren war der komödiantisch talentierte Keaton in weiteren Filmkomödien zu sehen. 1988 spielte er in Tim Burtons Horrorkomödie Beetlejuice die Hauptrolle, was ihm positive Kritiken einbrachte und ihn zu einem begehrten Darsteller machte. 
Bald darauf wurde er von Burton erneut angeheuert, um in dessen Film Batman die Hauptrolle des Comic-Helden zu spielen. Zunächst wurde bezweifelt, ob der bis dahin eher als Komiker agierende Keaton die richtige Besetzung für die Rolle sei, doch seine tragische und ernste Darstellung des Titelhelden überzeugte das Publikum. Der Film wurde ein großer Erfolg und Keatons endgültiger Durchbruch. Außerdem wirkt er auf dem Album Batman von Prince mit, der in vier Songs Filmzitate des Schauspielers sampelte. 1992 übernahm er in der Fortsetzung Batmans Rückkehr erneut die Rolle des Batman. Als Burton als Regisseur für den nächsten Film Batman Forever durch Joel Schumacher ersetzt wurde, stieg auch Keaton, der erneut für die Hauptrolle vorgesehen war, aus dem Projekt aus und wurde durch Val Kilmer ersetzt.

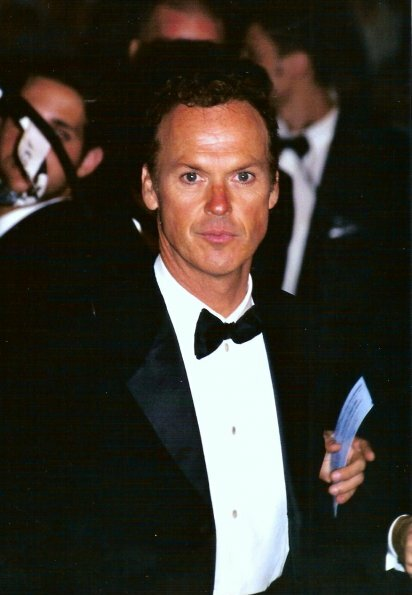
Michael Keaton (2002)

Während der nächsten Jahre war Keaton in vielen Filmprojekten verschiedener Genres in Hauptrollen zu sehen, darunter  Viel Lärm um nichts (1993), Mein Leben für dich (1993), Sprachlos (1994) und Jack Frost (1998). In den beiden Elmore-Leonard-Verfilmungen Out of Sight und Jackie Brown spielte er die Rolle des Ray Nicolette. 2002 wurde er für seine Darstellung in dem Kriegsdrama Live aus Bagdad für einen Golden Globe nominiert. Neben der Schauspielerei machte er sich auch als Produzent einiger Filme und Fernsehproduktionen einen Namen.
2008 gab Keaton mit The Merry Gentleman sein Regiedebüt. Seine zweite Regiearbeit Knox Goes Away folgte 2023. In beiden übernahm er auch die Hauptrolle.
Einen Höhepunkt in seiner Schauspielkarriere stellte sich 2015 mit Alejandro González Iñárritus Spielfilm Birdman oder (Die unverhoffte Macht der Ahnungslosigkeit) ein. In der Tragikomödie ist er als früherer Superheldendarsteller zu sehen, der sich von einer Broadway-Inszenierung neuen beruflichen Erfolg verspricht. Dies brachte ihm 2014 und 2015 zahlreiche Filmpreise ein, darunter ein Golden Globe als bester Komödiendarsteller und Nominierungen für einen Oscar und den britischen BAFTA Award. Teilweise wurde diese Rolle von Kritikern als Comeback wahrgenommen, da Keaton in den Jahren zuvor in größeren Filmproduktionen meistens nur in Nebenrollen agiert hatte. 2015 folgte eine große Rolle in dem Filmdrama Spotlight, das mit dem Oscar als Bester Film ausgezeichnet wurde.
2016 spielte er in dem Kinofilm The Founder die Hauptrolle des McDonald’s-Gründers Ray Kroc. In Spider-Man: Homecoming war Keaton 2017 als Antagonist „The Vulture“ zu sehen. 2022 gewann er den Emmy und einen weiteren Golden Globe für seine Hauptrolle des Arztes Dr. Samuel Finnix in der Miniserie Dopesick. Die Produktion behandelt die Opioidkrise in den Vereinigten Staaten. Sein schauspielerisches Schaffen umfasst mehr als 90 Produktionen.
Keatons deutscher Standardsprecher seit dem ersten Batman-Film ist Joachim Tennstedt; in den sechs vorherigen, meist kleineren Filmen seiner Karriere zwischen 1982 und 1988 wurde er z. B. von Ulrich Gressieker (Beetlejuice) gesprochen.

## Privates
Keaton hatte unter anderem Beziehungen mit Michelle Pfeiffer und Courteney Cox. Von 1984 bis 1990 war er mit der Schauspielerin Caroline MacWilliams verheiratet. Mit ihr hat er einen Sohn. Er besitzt Ranches in Kalifornien und Montana, wo er Pferde und Hunde hält.

## Filmografie (Auswahl)
- 1977: Maude (Fernsehserie, Folge 5x16 Arthur’s Crisis)
- 1978: A Different Approach (Kurzfilm)
- 1979: Working Stiffs (Fernsehserie, 9 Folgen)
- 1982: Nightshift – Das Leichenhaus flippt völlig aus (Night Shift)
- 1983: Mr. Mom
- 1984: Johnny G. – Gangster wider Willen (Johnny Dangerously)
- 1986: Gangster Kid (Touch and Go)
- 1986: Gung Ho
- 1987: Das Doppelspiel (The Squeeze)
- 1988: Süchtig (Clean and Sober)
- 1988: Beetlejuice
- 1989: Batman
- 1989: Das Traum-Team (The Dream Team)
- 1990: Fremde Schatten (Pacific Heights)
- 1991: Selbstjustiz – Ein Cop zwischen Liebe und Gesetz (One Good Cop)
- 1992: Batmans Rückkehr (Batman Returns)
- 1993: Viel Lärm um nichts (Much Ado About Nothing)
- 1993: Mein Leben für dich (My Life)
- 1994: Sprachlos (Speechless)
- 1994: Schlagzeilen (The Paper)
- 1996: ’Weird Al’ Yankovic: The Videos
- 1996: Vier lieben dich (Multiplicity)
- 1997: Die Abbotts – Wenn Haß die Liebe tötet (Inventing the Abbotts)
- 1997: Jackie Brown
- 1998: Desperate Measures
- 1998: Out of Sight
- 1998: Jack Frost
- 2000: Shot at Glory – Das Spiel ihres Lebens (A Shot at Glory)
- 2002: Frasier (Fernsehserie, Folge 9x16)
- 2002: Live aus Bagdad  (Live from Baghdad, Fernsehfilm)
- 2003: Quicksand – Gefangen im Treibsand (Quicksand)
- 2004: First Daughter – Date mit Hindernissen (First Daughter)
- 2005: Game 6
- 2005: Herbie Fully Loaded – Ein toller Käfer startet durch (Herbie: Fully Loaded)
- 2005: White Noise – Schreie aus dem Jenseits (White Noise)
- 2006: Cars (Stimme für Chick Hicks)
- 2006: Krumme Geschäfte (The Last Time)
- 2007: The Company – Im Auftrag der CIA (The Company, Fernsehserie, 6 Folgen)
- 2008: The Merry Gentleman (auch Regie)
- 2009: (Traum)Job gesucht (Post Grad)
- 2010: Toy Story 3 (Stimme von Ken)
- 2010: Die etwas anderen Cops (The Other Guys)
- 2011: 30 Rock (Fernsehserie, Folge 5x20 100)
- 2013: Clear History (Fernsehfilm)
- 2013: Das Penthouse (Penthouse North)
- 2014: RoboCop
- 2014: Need for Speed
- 2014: Birdman oder (Die unverhoffte Macht der Ahnungslosigkeit) (Birdman or (The Unexpected Virtue of Ignorance))
- 2015: Minions (Stimme)
- 2015: Spotlight
- 2016: The Founder
- 2017: Spider-Man: Homecoming
- 2017: American Assassin
- 2019: Dumbo
- 2020: The Trial of the Chicago 7
- 2020: Der Fall 9/11 – Was ist ein Leben wert? (Worth)
- 2021: The Protégé – Made for Revenge (The Protégé)
- 2021: Dopesick (Fernsehserie, 8 Folgen)
- 2022: Morbius
- 2023: The Flash
- 2023: A Killer’s Memory (Knox Goes Away, auch Regie)
- 2024: Beetlejuice Beetlejuice

## Auszeichnungen
Oscar
- 2015: Nominierung als Bester Hauptdarsteller für Birdman oder (Die unverhoffte Macht der Ahnungslosigkeit)

Golden Globe Award
- 2003: Nominierung als Bester Hauptdarsteller – Mini-Serie oder TV-Film für Live aus Bagdad
- 2015: Bester Hauptdarsteller – Komödie/Musical für Birdman oder (Die unverhoffte Macht der Ahnungslosigkeit)
- 2022: Bester Hauptdarsteller – Miniserie oder Fernsehfilm für Dopesick

Emmy
- 2022: Bester Hauptdarsteller – Miniserie oder Fernsehfilm für Dopesick

Kansas City Film Critics Circle Award
- 1982: Bester Nebendarsteller für Nightshift – Das Leichenhaus flippt völlig aus
- 2014: Bester Hauptdarsteller für Birdman oder (Die unverhoffte Macht der Ahnungslosigkeit)

National Society of Film Critics Award
- 1989: Bester Hauptdarsteller für Beetlejuice und Süchtig

Boston Society of Film Critics Award
- 2014: Bester Hauptdarsteller für Birdman oder (Die unverhoffte Macht der Ahnungslosigkeit)

Chicago Film Critics Association Award
- 2014: Bester Hauptdarsteller für Birdman oder (Die unverhoffte Macht der Ahnungslosigkeit)

Gotham Award
- 2014: Bester Hauptdarsteller für Birdman oder (Die unverhoffte Macht der Ahnungslosigkeit)

National Board of Review Award
- 2014: Bester Hauptdarsteller für Birdman oder (Die unverhoffte Macht der Ahnungslosigkeit)

Dallas-Fort Worth Film Critics Association Award
- 2014: Bester Hauptdarsteller für Birdman oder (Die unverhoffte Macht der Ahnungslosigkeit)

Detroit Film Critics Society
- 2014: Bester Hauptdarsteller für Birdman oder (Die unverhoffte Macht der Ahnungslosigkeit)

Las Vegas Film Critics Society Award
- 2014: Bester Hauptdarsteller für Birdman oder (Die unverhoffte Macht der Ahnungslosigkeit)

Phoenix Film Critics Society Award
- 2014: Bester Hauptdarsteller für Birdman oder (Die unverhoffte Macht der Ahnungslosigkeit)

San Diego Film Critics Society Award
- 2014: Bester Hauptdarsteller für Birdman oder (Die unverhoffte Macht der Ahnungslosigkeit)

San Francisco Film Critics Circle Award
- 2014: Bester Hauptdarsteller für Birdman oder (Die unverhoffte Macht der Ahnungslosigkeit)

Utah Film Critics Association Award
- 2014: Bester Hauptdarsteller für Birdman oder (Die unverhoffte Macht der Ahnungslosigkeit)

Washington DC Area Film Critics Association Award
- 2014: Bester Hauptdarsteller für Birdman oder (Die unverhoffte Macht der Ahnungslosigkeit)

Florida Film Critics Circle Award
- 2014: Bester Hauptdarsteller für Birdman oder (Die unverhoffte Macht der Ahnungslosigkeit)

Hollywood Film Award
- 2014: „Career Achievement Award“

Zurich Film Festival
- 2009: „Lifetime Achievement Award“

Sonstige
- 2015: „Modern Master Award“ des Santa Barbara International Film Festival
- 2016: Stern auf dem Hollywood Walk of Fame